# Harry Swinney
Harry Leonard Swinney (* 10. April 1939 in Opelousas, Louisiana) ist ein US-amerikanischer Physiker, der durch seine Beiträge im Bereich des dynamischen Systems bekannt ist.

## Lebenslauf
Swinney graduierte am Rhodes College 1961 mit dem Bachelor und erhielt den Ph. D. von der Johns Hopkins University 1968. 1971 wurde er Assistant Professor an der New York University, 1973 Associate Professor und 1978 Professor an der City University of New York. Er ging 1978 an die University of Texas at Austin und wurde dort Direktor am Center for Nonlinear Dynamics. Diese Position hat er noch immer. Ab 1984 war er dort Trull Centennial Professor of Physics und ab 1990 Sid Richardson Foundation Regents Professor of Physics.
1977 wurde er Fellow der American Physical Society. Er ist Fellow der American Academy of Arts and Sciences (1991), der National Academy of Sciences (1992) und der American Association for the Advancement of Science (1999). 1995 erhielt er den Hydrodynamik-Preis der American Physical Society, 2012 die Lewis-Fry-Richardson-Medaille und 2013 die Boltzmann-Medaille.

## Arbeiten
Swinney war einer der Pioniere der Chaostheorie. Bekannt sind seine Experimente zusammen mit Jerry Gollub bei der Entstehung von Turbulenzen von Flüssigkeiten zwischen rotierenden Zylindern (Taylor-Couette-Strömung). Seine allgemeinen Forschungsgebiete umfassen Instabilitäten, Chaos, Musterbildung und Turbulenzen in Systemen die vom dynamischen Gleichgewicht durch Temperatur, Geschwindigkeit, Konzentration etc. abweichen.